# Brasilomma
Brasilomma é um gênero monotípico de aranhas terrestres brasileiras contendo uma única espécie, Brasilomma enigmatica. Foi descrito pela primeira vez por Antônio Domingos Brescovit em 2012, e só é encontrado no Brasil.